# Gwiazda Krzemińskiego
Gwiazda Krzemińskiego (V779 Centauri) – olbrzym typu O6.5II, wizualny składnik układu podwójnego, którego drugim składnikiem jest pulsar rentgenowski Centaurus X-3. Gwiazda ma masę około 20,5 mas Słońca, promień około 11,8 promienia Słońca i znajduje się w odległości 8 kpc. Okres orbitalny tego układu (2,1 dnia) ulega stopniowemu skróceniu.
Pulsar rentgenowski Centaurus X-3 został odkryty za pomocą satelity Uhuru, a zmienność (pulsacje i zaćmienia) pozwoliła na wyznaczenie okresu orbitalnego i określenie natury tego układu podwójnego, jednak znalezienie optycznego towarzysza pulsara nastręczało trudności, ponieważ układ ten znajduje się w bogatym w gwiazdy rejonie Drogi Mlecznej. Trzy lata po odkryciu źródła rentgenowskiego optyczny składnik został zidentyfikowany przez polskiego astronoma Wojciecha Krzemińskiego, i stąd gwiazda popularnie nosi jego imię.